# Unificação de Hispaniola
Unificação de Hispaniola pelo Haiti durou vinte e dois anos, de 9 de fevereiro de 1822 a 27 de fevereiro de 1844. O termo é um eufemismo pró-haitiano pois foi de facto uma invasão militar. Esta unificação encerrou o primeiro breve período de independência na história da República Dominicana, que havia sido conhecido como República do Haiti Espanhol.
A ocupação é relembrada por alguns como um período de rigoroso regime militar, embora a realidade fosse muito mais complexa. Isso levou a expropriações de terras em larga escala e a fracassados esforços para forçar a produção de culturas de exportação, imposição de serviços militares, restrição do uso da língua espanhola e supressão dos costumes tradicionais. A unificação de vinte e dois anos reforçou visão de si mesmos do povo dominicano como diferentes dos haitianos em raça, língua, religião e costumes nacionais.